# Расулов, Камолиддин
Расулов Камолиддин (20 июля 1992, Кашкадарьинская область — 13 сентября 2021, Ташкент) — узбекский дзюдоист, чемпион Узбекистана по курешу (мужчины, 81 кг), бронзовый чемпион Узбекистана (2016), победитель золотой и серебряной медали на чемпионатах Кубка Узбекистана по курешу, чемпион мира по самбо среди юниоров (2012 года).
Через семь лет стал серебряным призёром Гран-при по дзюдо . Часто выступал на международных соревнованиях.

## Спортивные достижения
Первенство Мира 2012 года по дзюдо (74 кг)

## Смерть
"Вечером 13 сентября в Учтепинском районе Ташкента было обнаружено тело Камолиддина Расулова 1992 года рождения со следами ножевых ранений. Подозреваемый в совершении преступления задержан", - сообщил во вторник представитель генпрокуратуры.
2021 г.